# Armadura (construcción)

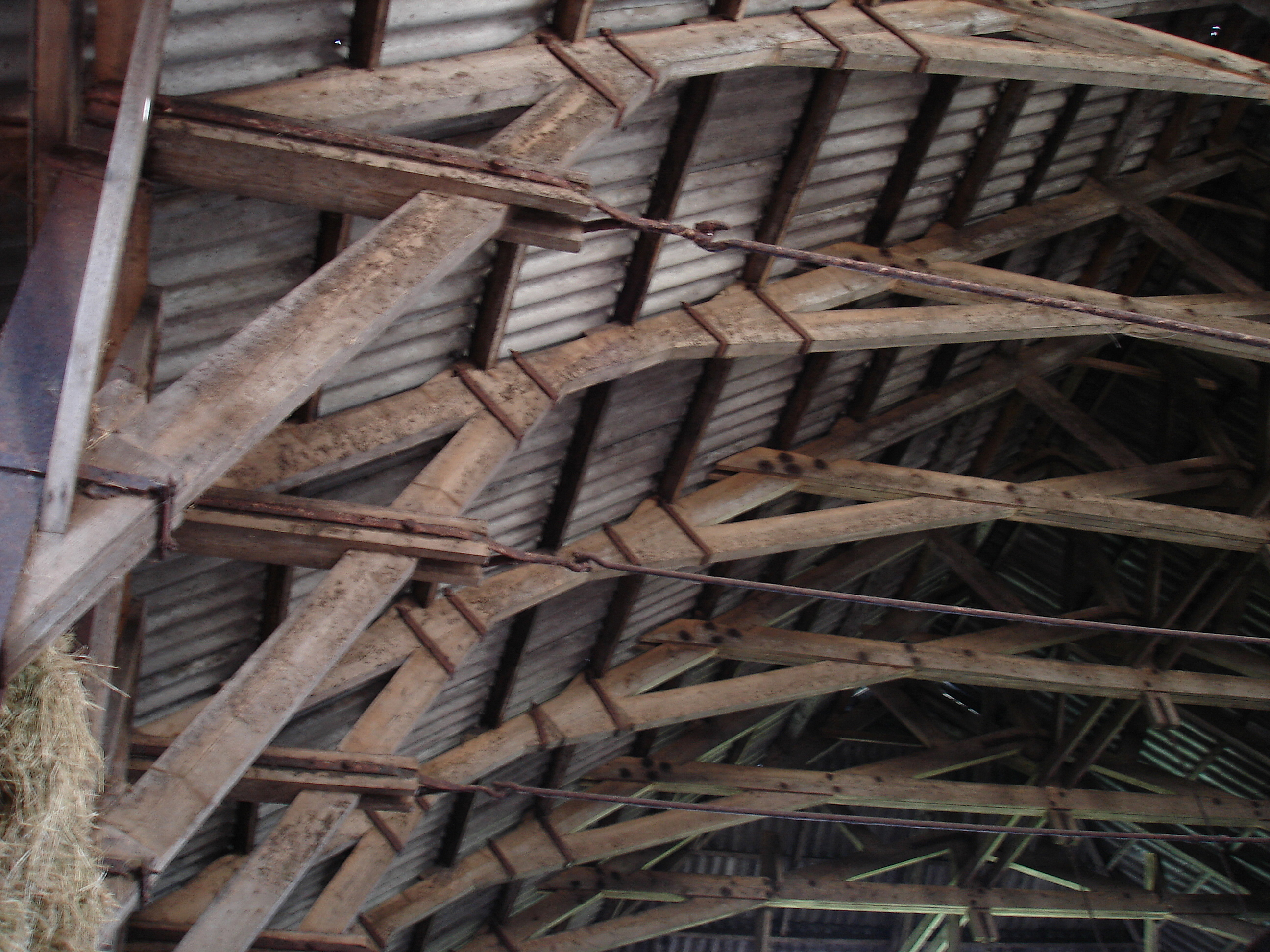
Armadura.

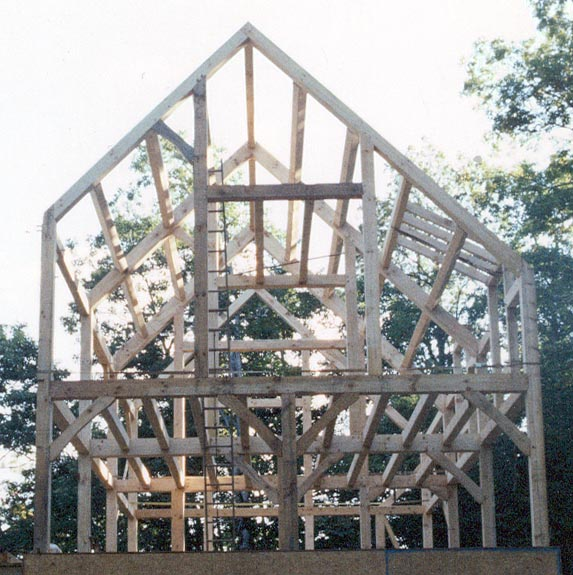
Armadura a dos aguas.

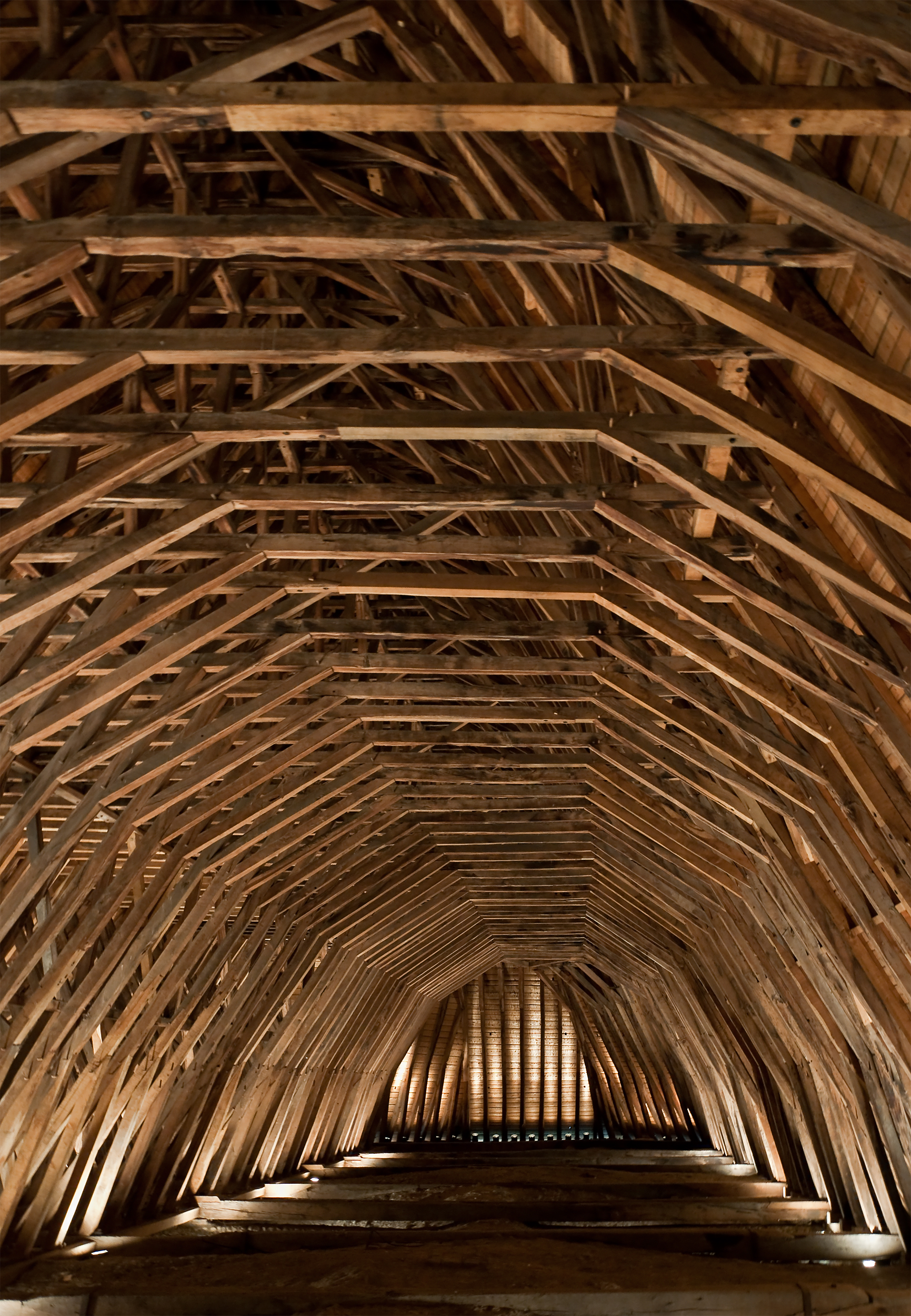
Armadura de la iglesia Saint-Girons, en Monein (Francia).

Se denomina armadura a la estructura formada por un conjunto de piezas lineales (de madera o metálicas) ensambladas entre sí, que se utiliza para soportar la cubierta inclinada de algunos edificios. La disposición de la cubierta, a una dos, tres, cuatro o más aguas, influye lógicamente en la característica de la armadura que debe sostenerla. Frecuentemente las armaduras estructuralmente son celosías planas, aunque existen armaduras de otro tipo que no son celosías.
En un primer apartado se explica como se organizan las distintas piezas de la armadura para soportar los esfuerzos de tracción y compresión. A continuación se exponen algunos tipos de armadura, caracterizando cada caso el modo en que se sitúan o ensamblan entre sí las distintas piezas.

## Piezas que componen la armadura de una cubierta
En la armadura de una cubierta se distinguen los "cuchillos" formados por un conjunto de piezas situadas en un plano vertical de modo que permite salvar la luz del edificio, y que sirve para apoyar en ellos otras piezas situadas en el plano de los faldones de la cubierta.
Los cuchillos están formados básicamente por dos piezas (llamadas pares) inclinadas que se unen en la cumbrera y se apoyan en los muros laterales. Los dos extremos inferiores de los dos pares quedan unidos por una tercera pieza denominada tirante. Cuando el ancho que debe salvar el cuchillo es grande suele disponerse otra pieza (el pendolón) que une el encuentro superior de los dos pares con el punto medio del tirante.
En el plano de los faldones, se sitúa la viga caballete o cumbrera, que une los puntos superiores de los cuchillos, la carrera situada debajo de los extremos inferiores de los pares, de modo que es en ello donde realmente se apoyan los cuchillos, a la carrera también se le llama parhilera y durmiente; uniendo unos cuchillos con otros a espacios regulares a lo largo de cada par se sitúan las correas, y perpendiculares a ellas, y por tanto también a los cerramientos del edificio, cargan los cabios. Sobre estos se sitúan un tablazón de madera, denominado a veces enlatado, que es el que sostiene directamente las tejas o placas de cubierta.
También se denomina armadura a las barras de acero que se disponen en el interior del hormigón armado para completar su capacidad portante.

## Distintos tipos de armaduras de cubierta
Teniendo en cuenta el modo en que se organizan las piezas que componen la armadura se distinguen los siguientes tipos:
- Armadura de dos aguas. La que forma dos vertientes para arrojar de cada lado del edificio las aguas llovedizas lejos de sus muros.
- Armadura molinera. Aquella cuyos pares cargan sobre las paredes en dirección perpendicular y sobre ellos se ponen los ramajes, zarzos, cañas o tablas paralelas a las paredes y encima, las tablas con dirección opuesta.
- Armadura de par y picadero. Lo mismo que la armadura molinera con la diferencia de que los pares se asientan sobre soleras y carreras con los cortes de picadero y embarbillado o patilla.
- Armadura de pendolón. Armadura de dos aguas cuyos pares apoyándose oblicuamente con varios cortes de patilla, barbilla y despalmado en los extremos del tirante, elevan sus testas a sostener el pendolón con el corte despalmado y barbilla. Una armazón así dispuesta se llama forma y estas formas se hacen de uno o más pendolones y con dobles pares se colocan a distancias proporcionadas para cargar sobre ellas las vigas que han de sostener el entablado de la cubierta: se usan en los grandes vanos de los templos, teatros, etc.
- Armadura de tijera. Aquella cuyos pares se enlazan en su extremo superior a media madera cruzándose y se apoyan en el embarbillado o patilla sobre los estribos y tirantes con alguna distancia. Sobre los pares se colocan las viguetillas paralelas a las paredes y encima las tablas con dirección opuesta.
- Armadura parhilera. La que se compone de un madero llamado hilera que está en medio del edificio en la dirección de su longitud y de otros llamados pares que desde la parte superior de las paredes que hay en cada lado de la hilera van a juntarse con esta formando ángulo.
- Armadura quebrantada. La que se compone de dos armaduras, la una inclinada como las comunes y la otra, que es la superior, como echada por manera que parece una armadura por hilera cuyos pares se han roto.
- Armadura rota. La de una techumbre que forma la ventana de una buhardilla.[1]